# 新闻广角
《新闻广角》是泉州广播电视台推出的一档新闻资讯类节目，于1997年11月1日开播，是一个以反映社情民意和舆论监督为主的新闻栏目，每日20:00首播。自开播至今，历经数次改版，节目长度由10分钟扩展至目前的30分钟。同时该栏目亦是泉州电视台除《泉州新闻联播》以外，大多数新闻报道的首播节目。

## 历史
- 1997年11月1日，《新闻广角》开播。初期时长10分钟/期，首期主持人为王欢、王红印。当年12月28日，迁入广播电视大厦的新演播室播出。[2]
- 2002年夏，节目时长增加至15分钟
- 2002年11月1日，举办开播5周年登山活动[3]
- 2004年8月1日，节目时长增至20分钟。同年，新闻爆料热线22300000开通
- 2006年1月1日，节目时长再次增加至28分钟[4]
- 2006年5月，新闻广角获得福建新闻名专栏称号[5]
- 2011年5月19日，新闻广角官方新浪微博账号开通。
- 2012年1月4日，节目时长增至31分钟。
- 2013年12月，节目包装进行小幅改动，标题栏左侧的“NEWS+新闻广角”字样更改为播放缩小版的新闻广角片头。
- 2016年7月8日，新闻广角首次打破常规，对台风尼伯特的登陆情况进行全程直播报道
- 2017年6月12-13日，新闻广角再次进行改版。主持方式由坐播改为站播，增加触屏显示器，并更换节目包装：取消标题栏播放缩小版片头，恢复之前的“NEWS+新闻广角”字样。并引进沈君艳、任芃两位新人主持。[6]节目时长增至40分钟。
- 2017年11月27日，受赵琳硕离职影响。原新闻中心责编蔡斯琦成为该节目主持人，顶替岗位空缺。此后担任主持至2019年8月为止。
- 2018年4月1日，新增“广角热搜”板块，由市水务集团赞助播出。并压缩新闻播报条数，节目播出时长改为35分钟。
- 2018年7月10日，因对台风玛莉亚进行特别报道，当日播出时长延长至63分钟。[7]
- 2019年3月29日，因《记住乡愁》特别节目制播需要，新闻广角于当日首次启用改造后的2号演播厅，并采用16:9比例录制。[8]
- 2019年5月23日，新闻广角画面比例由4:3过渡为16:9制作播出，但清晰度仍为576i[9]
- 2019年6月15日，因新闻综合频道恢复立体声播出，新闻广角自该日起亦恢复立体声制作播出。[10]
- 2019年6月24日，新闻广角正式由1号演播厅迁入2号演播厅录播，并对节目包装进行小幅修改[11]。次日，随所在频道由标清576i升级至高清1080i播出。
- 2019年6月26-27日，新闻广角引入郇栋梁、孙琪凯两位新人主持。同日起，张心瑶不再担任新闻广角主持工作。
- 2019年10月1日，因受所在频道转播中央电视台综合频道国庆70周年联欢活动的影响，新闻广角于当日推迟至22:03播出。
- 2019年12月28日，武经诏加入新闻广角主持队伍。该节目出镜主持男女比例调整为3:4。[12]
- 2020年4月4日，因全国性哀悼活动，新闻广角于当日使用短版片头并降低片头色调，新闻镜面变更为黑白。
- 2021年1月19日，郇栋梁于当天最后一次主持新闻广角，此后于2月19日跳槽至南通电视台。并于6月8日起担任《南通新闻》主持人[13]。离职后该节目男女主持比例不变[14][15]
- 2021年1月30日，张倩加入新闻广角主持队伍。该节目出镜主持男女比例调整为1:2[16]
- 2021年7月1日，因新闻综合频道转播中央电视台伟大征程情景史诗节目，当日新闻广角推迟至22:11播出，创下延迟播出时间新记录。[17]
- 2021年7月25日，因2号演播厅申遗成功庆祝特别节目直播需要，以及该节目主持人、记者大部分外派采访庆祝活动影响。新闻广角于当天取消录制播出。[18]
- 2022年4月，陈瑜回归主持播出新闻广角，节目目主持男女比例调整为1:3
- 2022年11月30日，因江泽民逝世，新闻广角启用短片头，节目包装改为灰白蓝三色至12月5日，期间取消大屏播报站位，互动屏站位改为左侧。
- 2022年12月2日，因新闻联播超时46分钟，当日新闻广角亦推迟至20:46播出。[19]
- 2022年12月6日。因新闻综合频道全天转播CCTV-1，新闻广角于当日取消播出。
- 2022年12月21日，受疫情扩散影响，新闻广角自该日起播出时长缩短至30分钟。
- 2023年1月12日，曾侃侃加入新闻广角主持队伍。该节目主持男女比例调整为3:3。[20]
- 2023年2月，叶宏改任新闻综合频道时政类节目主持，同时，武经诏正式调整为新闻广角主持人。主持人比例调整为2:3
- 2023年7月27日，因直播防御台风杜苏芮特别节目播出需要，当晚新闻广角取消播出，次日恢复。[21]
- 2023年11月6日，原广角公告牌更名为电信5G直通车。板块赞助方变更为中国电信泉州分公司。福建广电网络泉州分公司同日起不再赞助此板块。

## 板块
现行的新闻广角板块分为如下：
| 开场新闻 | 提要 | 新闻播报 | 天翼拍客 | 电信5G直通车 | 广角热搜 | 一起追真相（谣言粉碎机） | 泉州24小时 |

## 播出
- 首播时间：新闻综合频道20:00
- 重播时间：都市生活频道23:55、新闻综合频道次日0:50
- 实际上，新闻广角的首播时间，因受所在频道转播中央电视台新闻联播时长不一（尤其是重大会议期间）的影响，而出现推迟数分钟至40分钟左右播出的情况。

## 主持人
| 主持人列表 | 主持人列表 | 主持人列表 | 主持人列表 | 主持人列表 | 主持人列表 |
| 男性       | 男性       | 男性       | 男性       | 男性       | 男性       |
| ---------- | ---------- | ---------- | ---------- | ---------- | ---------- |
| 武经诏     | 曾侃侃     | 王琮       |            |            |            |
| 女性       |            |            |            |            |            |
| 孙琪凯     | 郑滢颖     |            |            |            |            |
| 曾任主持   |            |            |            |            |            |
| 王红印     | 许海明     | 宋国良     | 时光       | 郑实       | 赫翔       |
| 王欢       | 邱阳       | 李啸       | 赵琳硕     | 张心瑶     | 邓文诗     |
| 沈君艳     | 任芃       | 蔡斯琦     | 郇栋梁     | 曾竺君     | 陈瑜       |
| 张倩       | 叶宏       |            |            |            |            |